# Escuela Superior de Música (INBA, México)
La Escuela Superior de Música del Instituto Nacional de Bellas Artes y Literatura de México (INBAL) es una escuela encargada de formar músicos profesionales de alto nivel. Ofrece 22 especialidades en tres niveles de estudio básico, medio superior y superior. Es la única en su tipo en impartir la licenciatura en jazz.
Fundada en 1936, ofrece a partir de 1980 el nivel académico de licenciatura. En 1998 renovó sus planes de estudio para adecuarse a las exigencias musicales de México, y su proyecto académico se fortaleció al trasladarse a las instalaciones del Centro Nacional de las Artes.

## Historia

### Antecedentes

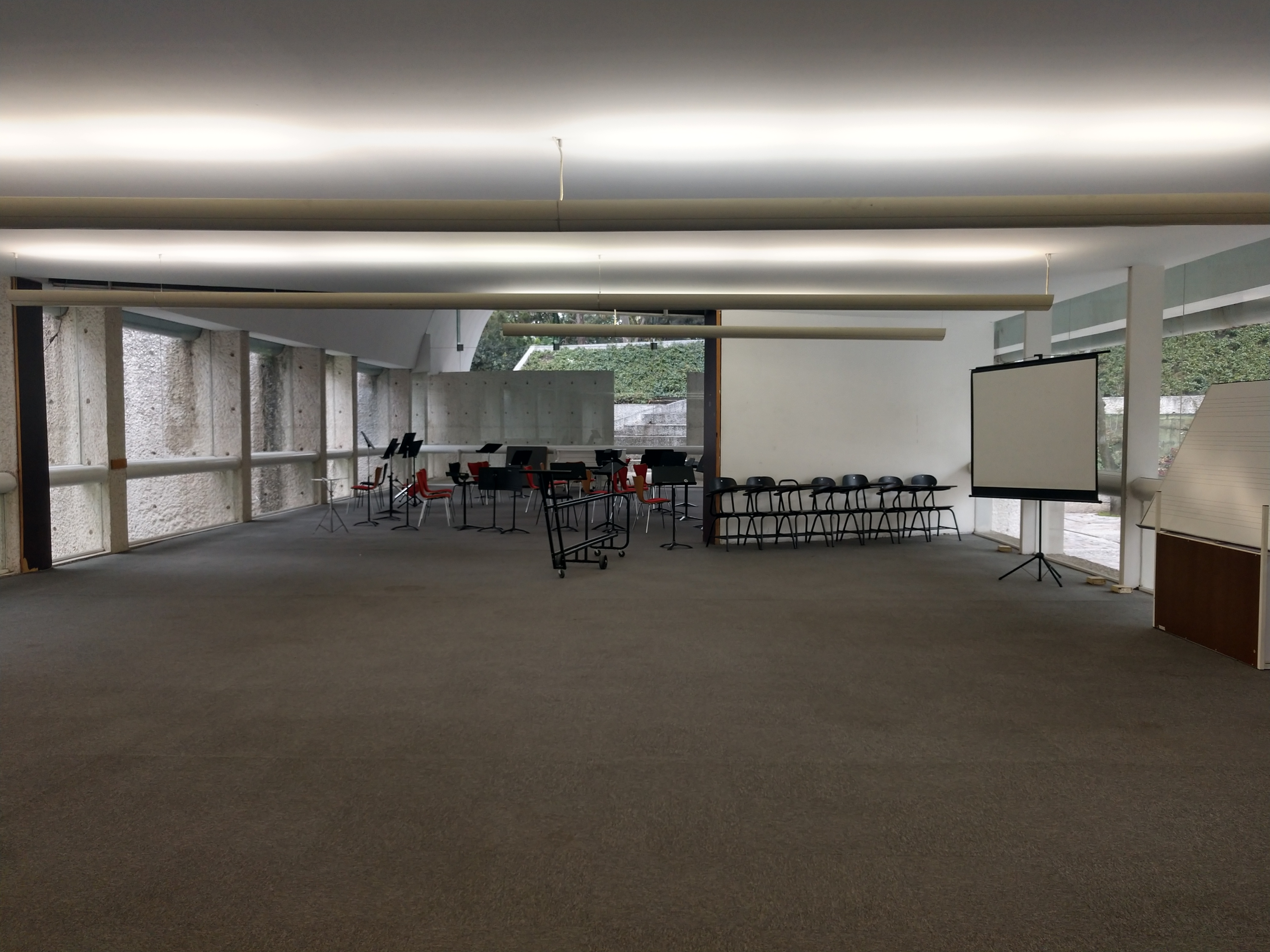
Aula de la Escuela Superior de Música.

La Escuela Superior de Música nació como una serie de cursos nocturnos del Conservatorio Nacional de Música ante la problemática de atender a una parte de la población proletaria de México. El Conservatorio Nacional de Música estableció en 1922, bajo la dirección de Julián Carrillo, un departamento Nocturno de Transición cuyo propósito era preparar a los aspirantes que, provenientes de una escuela popular, deseaban formalizar o concluir su preparación en el Conservatorio. De este modo, la institución abría sus puertas por primera vez para un alumnado adulto, en su mayoría de extracción popular.
En enero de 1925 fue separado administrativamente del Conservatorio para fundar la Escuela Popular Nocturna de Música.
En 1936 la Escuela inaugura los cursos nocturnos para obreros, bajo la dirección de Manuel López Tapia, exigiendo a los aspirantes el requisito de pertenecer a un gremio obrero. La duración de los cursos era de tres años y al terminar se entregaba un certificado. Sus alumnos eran adultos que, en razón de su edad, no podían ser admitidos en el Conservatorio, pese a que quizá ya ejercían como músicos en bandas, orquestas de baile, conjuntos de Jazz y grupos filarmónicos.
En 1936 se decide fundar una nueva institución de enseñanza musical, la Escuela Nocturna de Música para Trabajadores y Empleados, reuniendo por primera vez dos características: la escuela sería de nivel superior y estaría destinada primordialmente al medio proletario. Se designaron sus autoridades y su planta docente para trabajar provisionalmente en las instalaciones del Conservatorio Nacional de Música (Moneda 16, en el centro de la ciudad).
En 1940, la Escuela se segregó física y administrativamente del Conservatorio y se alojó en una escuela primaria ubicada en la calle de Academia 12. Durante quince años la Escuela trabajó en esta sede y se desarrollaron planes de estudio propios, además de que fueron establecidos grupos artísticos como la Orquesta Sinfónica y el Coro de Varones.
Con la fundación del Instituto Nacional de Bellas Artes, en 1946, la Escuela corrió el peligro de desaparecer, pues las autoridades de Bellas Artes ordenaron incorporarla al Conservatorio. La planta docente de la Nocturna mostró la especificidad de sus funciones y la inconveniencia de la incorporación planeada.
Así, en 1955 se ubicaron en su nueva sede: calle de Cuba 92. Una vez establecidos ahí la demanda de la institución se amplió, por lo que se incorporó el nivel infantil en el turno vespertino y se le dio mucho más impulso a la difusión y extensión artísticas, cambiando su nombre en el año de 1969 a Escuela Superior de Música.
Después de haber permanecido 22 años en la calle de Cuba 92, y a consecuencia de la necesidad de mejorar el funcionamiento de la ESM, se traslada a Fernández Leal 31 en Coyoacán con instalaciones más adecuadas para impartir una educación musical en mejores condiciones.
En 1980 se registró el plan de estudios de licenciatura ante la Dirección General de Profesiones de la SEP para otorgar el grado académico de licenciatura. En 1998 la licenciatura en Jazz se incorpora a las diferentes licenciaturas que ofrece la institución. En 1999 ocuparon nuevas instalaciones en el Centro Nacional de las Artes, conservándose también las de Fernández Leal en Coyoacán.

## Estudios

### Básico
- Edad de ingreso: de 7 a 13 años, dependiendo de la especialidad.
- Grado de estudios: Constancia o certificado de estudios de primaria o secundaria, acorde a la edad del aspirante.
- Turno: vespertino.
- Duración: dependiendo de la edad de ingreso.

El nivel básico ofrece 12 especialidades: flauta, clarinete, trompeta, percusión, arpa, violín, viola, violonchelo, contrabajo, guitarra, clavecín y piano.
El nivel básico se compone de 2 asignaturas: especialidad y solfeo.

### Nivel medio superior
- Edad de ingreso: de 14 a 18 años, dependiendo de la especialidad.
- Grado de estudios: Certificado o constancia de estudios de secundaria
- Turno: matutino y vespertino.
- Duración: dependiendo de la edad de ingreso.

Ver requisitos específicos según Especialidad.

### Nivel superior
- Edad de ingreso: a partir de 17 años, (Exceptuando canto operístico; 16 a 23 años en voces sopranos, mezzosopranos, contraltos, contratenores y tenores; 18 a 26 años en voces barítonos y bajos).[1]
- Grado de estudios: Certificado de estudios de bachillerato o equivalente; en su caso, constancia vigente del grado que esté cursando.
- Turno: matutino y vespertino.
- Duración: cinco años, excepto Jazz que consta de cuatro años.
- Requisitos:

- Tres años de estudio de instrumento.
- Tres años de estudio de solfeo.
- Un año de estudio de armonía tonal.

Ver requisitos específicos según especialidad.
(*) Excepto canto, composición y dirección.

## Planteles

### Centro Nacional de las Artes
Plantel CNA
Se encuentra en el Centro Nacional de las Artes, donde se concentran escuelas de varias disciplinas artísticas como son Cine, Pintura, Escultura, Danza y Teatro, y que destaca por su admirable arquitectura, áreas verdes y moderna infraestructura.
Cuenta con diferentes servicios como son la Biblioteca de las Artes, Fonoteca y el Taller de electroacústica.

### Fernández Leal
Plantel Fernández Leal
Está ubicado en la Delegación Coyoacán, en el barrio de la Conchita conocido por tener una amplia actividad cultural, en el que se puede disfrutar de un tranquilo entorno colonial y que ha sido lugar de residencia de ilustres artistas como Diego Rivera, Frida Kahlo y Manuel Enríquez.
Ofrece servicios de biblioteca, fonoteca, así como auditorios como el Angélica Morales.
En este plantel se imparten las licenciaturas de Jazz y canto.